# Liberalismus
Liberalismus (latinsky liber svobodný, liberalis svobody se týkající, svobodomyslný) je politický směr nebo také filosofický pohled, který většinou prosazuje principy jako svoboda, demokracie, sekularismus, právní rovnost, podporu občanských a lidských práv. Tato ideologie původně vznikla v 17. století v Anglii[zdroj?] a má kořeny v evropském osvícenství. V různých oblastech světa se však liberalismus dále vyvíjel odlišně, a proto může mít slovo „liberalismus“ celou řadu významů v závislosti na kontextu a regionu, které se mohou i částečně ideologicky rozporovat. Obecně je liberalismus označován za středovou ideologii, protože liberalismus je v západním světě status quo.[zdroj?] přičemž lze nalézt formy liberalismu přiklánějící se více k levému (sociální liberalismus) či pravému středu (ekonomický, klasický nebo konzervativní liberalismus).
Základní hodnotou liberalismu je svoboda. Liberalismus vidí svobodu více individuálně (individualistická svoboda). Je v protikladu k totalitarismu, například fašismu, komunismu či monarchismu, kde je nad svobodou jednotlivce nadřazena vládnoucí ideologie. To neznamená, že v liberálních státech neexistuje většinová ideologie, je však podřízena konsenzu. Od anarchismu se liberalismus odlišuje tím, že stát považuje za nutný k ochraně svobody. Liberalismus usiluje o maximální svobodu, a to jak osobní, tak i ekonomickou, náboženskou a politickou. Klasický liberalismus charakterizuje citát: „Svoboda tvé pěsti končí na špičce mého nosu“  nebo: „Svoboda jednoho končí tam, kde začíná svoboda druhého.“ 

## Historie liberalismu
Prvky liberalismu lze najít již ve starověkém Řecku, k hlavnímu rozvoji samotného proudu však došlo až v novodobé historii.
Počátky liberalismu sahají do osvícenství, vzniku svobodného pohledu na svět a jeho uplatnění ve filozofii a politice. Liberalismus chce osvobodit společnost od ideologií, které se snaží obhajovat nutnost nesvobody (příklad: „vše jest od milosti boží“). Základem jeho politické filozofie je individuum, občan, který má co největší svobodu. Svoboda je podle liberálního přesvědčení základem společnosti, na němž stát, politika a hospodářství spočívají a který stát chrání. Kde začíná osobní svoboda, končí státní moc, která může zakročit, jen když je porušena svoboda osobní.
Vznik liberalismu jakožto ideologického směru je spjat s revolucemi, které se udály v mnoha zemích Evropy v 17. a 18. století. Právě liberální myšlenky byly hnacím motorem těchto událostí, které vedly v mnoha zemích k posílení demokracie a potlačení autoritářství.
Pro liberalismus konce 18. století byla cílem svoboda a individualismus. Pomocí laissez faire mělo docházet k omezování státních zásahů do hospodářství, a tedy i posílení role jednotlivce. V politice šlo hlavně o ochranu občanských svobod jednotlivců. 
Během 19. století se vnímání liberalismu začalo štěpit. Zatímco liberálové 17. a 18. století prosazovali minimální zásahy státu do ekonomiky a života občanů, někteří jejich následovníci věřili, že svobodu není důležité jen chránit, nýbrž i aktivně prosazovat. 
Výraznou postavou liberálního hnutí této doby byl Jeremy Bentham, představitel utilitarismu. Bentham byl přesvědčen, že jediný způsob, jak může stát zlepšovat blahobyt svých občanů, je zdržet se intervencí do jejich životů. 
V této době se také liberalismus dostává do rozporu s dosavadním chápáním demokracie. Díky porevolučním tendencím zlepšovat demokracii, které byly do značné míry hnány právě liberální ideologií, a rozšiřování volebního práva vzrůstala i obava, že zájmy jednotlivce či menšin by mohly být utlačovány většinovými rozhodnutími. 
John Stuart Mill označoval tento koncept za "novou tyranii" a formuloval podmínku, která je nutná k předcházení tohoto konceptu. Podle něj by měla být moc prosazována proti vůli jedince jen tehdy, pokud je tak činěno v zájmu ochrany ostatních.
Řešení tohoto problému spatřovali někteří liberálové v rozdělení státní moci na zákonodárnou, výkonnou a soudní a také v zavedení pravidelných voleb, které by zabránily tomu, aby byl postoj soudobé většiny prosazován po dlouhou dobu. 
V první třetině 20. století hlavně v USA nabývá pojem liberalismu zcela jiný nádech, nadále má vyjadřovat spíše blahobyt a rovnost, které se mají konečně stát alternativou svobody. Americká levice tedy pod pojmem liberalismus prosazuje odlišné záměry oproti původnímu významu pojmu i oproti evropskému úzu;[zdroj?] pro americkou levici liberalismus představuje podporu centralizované moci a široké zásahy do ekonomické oblasti. Změna v chápání liberalismu je citelnější v oblasti ekonomické než v politické.[zdroj?]
V některých vyspělých zemích, např. ve Švýcarsku, se prosadila tato definice liberalismu: Svoboda a zodpovědnost – pro každého bez rozdílu.[zdroj?] Svoboda a zodpovědnost jak ekonomická, tak politická i sociální. Tito liberálové jej považují za jedinou alternativu k tržnímu fundamentalismu, „divokému kapitalismu“ (svoboda bez zodpovědnosti) na straně jedné a k „všeovládajícímu státu“ (zodpovědnost bez svobody) na straně druhé. Nepovažují se za ani pravé, ani levé. Poukazují na to, že svoboda bez zodpovědnosti směřuje k rozpadu společnosti na „mocensko-politické klany“, jejímž zájmům je společnost vydána napospas. Zároveň poukazují na to, že zodpovědnost bez svobody vede k totalitě a k rostoucí byrokracii, jejímž zájmům je společnost nakonec podřízena.[zdroj?]
Peruánský ekonom Hernando de Soto a jeho Institut pro svobodu a demokracii tvrdí, že stát, v dnešním pojetí s vysokou participací občanů, má mimo jiné důležitý úkol – svobodu a zodpovědnost chránit (viz též právní stát).[zdroj?] Matrice dvou aspektů politického spektra má podle jedné z prací (sociotopological modeling) Institutu Sotomo Univerzity v Curychu, dvě hlavní dimenze – na jedné ose dole konzervativní (snažící se co nejvíce zachovat, trvající na jednou, kdysi, prosazeném) a nahoře liberální (tolerantní, otevřená změnám, pokroku) a na druhé ose klasickou dimenzi levou (orientace více na společnost a na zástupcům delegované kompetence) a pravou (orientace více na jednotlivce a jeho přímou zodpovědnost). Liberály podle jejich politiky a činů curyšští experti zobrazují v horních dvou čtvercích.[zdroj?]

## Ideje liberalismu

### Základní liberální princip
Ústřední otázkou liberální politické teorie je, zda lze politickou autoritu ospravedlnit, a pokud ano, jakým způsobem. Z tohoto důvodu je teorie společenské smlouvy, jejíž základní kameny položili Thomas Hobbes, John Locke, Jean-Jacques Rousseau nebo Immanuel Kant, obvykle považována za liberální. A to i přesto, že politické spisy Hobbese nebo Rousseaua, mají výrazně neliberální rysy. Jestliže berou jako svůj výchozí bod přirozený stav, ve kterém jsou lidé svobodní a jsou si rovni, a tvrdí, že jakékoli omezení této svobody a rovnosti musí být odůvodněno (tj. společenskou smlouvou), tradice společenské smlouvy vyjadřuje základní liberální princip. Princip, který tvrdí, že omezení svobody musí být odůvodněno.
Na tuto otázku už ale Hobbes nebo Locke odpovídají různě. Hobbes, který je typicky považován za zastánce neomezené absolutní monarchie, říká, že stát je oprávněn dělat vše pro udržení míru. Ve svém díle Leviathan Hobbes píše, že v přirozeném stavu má každý právo na cokoliv. Ale kvůli vzácnosti věcí na světě je stálá válka všech proti všem. Jelikož vše je lepší než válka, má panovník (nebo jiná forma vlády) právo jí zabránit i prostředky, které drasticky omezují svobodu.
Locke a další paradigmatičtí liberálové nejen obhajují základní liberální princip, ale také tvrdí, že jen omezená vláda může být ospravedlnitelná. Základním úkolem vlády je chránit stejnou svobodu občanů. Legitimní vláda je taková, která chrání právo na život, svobodu, zdraví a vlastnictví všech občanů a zároveň trestá ty občany, kteří porušili práva ostatních.

### Soukromé vlastnictví

#### Klasický liberalismus
Z pohledu klasických liberálů spolu svoboda a soukromé vlastnictví úzce souvisí. Od 18. století až do současnosti trvají klasičtí liberálové na tom, že ekonomický systém založený na soukromém vlastnictví je v souladu s individuální svobodou, která umožňuje každému žít svůj život, jak uzná za vhodné. To se týká i využití své práce a kapitálu. Klasičtí liberálové a libertariáni často tvrdili, že svoboda a majetek jsou do jisté míry to samé; například se tvrdilo, že všechna práva, včetně práv na svobodu, jsou majetkovými právy; jiní tvrdili, že vlastnictví je samo o sobě formou svobody. Pokud lidé nemohou svobodně uzavírat smlouvy a prodávat svou práci, šetřit a investovat své příjmy, jak uznají za vhodné, a svobodně zakládat podniky při zvyšování kapitálu, nejsou ve skutečnosti svobodní.

Druhým argumentem klasických liberálů spojující svobodu a soukromé vlastnictví je, že soukromé vlastnictví účinně chrání svobodu a žádná ochrana nemůže být účinná bez soukromého vlastnictví. Rozptýlení moci, které je výsledkem tržní ekonomiky založené na soukromém vlastnictví, chrání svobodu subjektů před zásahy státu.
„Nemůže existovat svoboda tisku, pokud jsou tiskové nástroje pod kontrolou vlády, svoboda shromažďování, pokud jsou takto kontrolovány potřebné prostory, svoboda pohybu, pokud jsou dopravní prostředky vládním monopolem“ – F. A. Hayek 
Liberálové tvrdí, že jediný proveditelný řád lidské kooperace ve společnosti založené na dělbě práce je soukromé vlastnictví výrobních prostředků. Tvrdí, že socialismus jako celkový, všechny výrobní prostředky zahrnující systém, je neproveditelný. Tvrdí, že jeho aplikace na část výrobních prostředků sice není nemožná, avšak vede k tomu, že se produktivita práce sníží, takže by nejen nemohl vytvořit větší bohatství, ale naopak by nutně působil ve směru zmenšování bohatství.

#### Sociální liberalismus
Na rozdíl od klasických liberálů sociální liberálové zpochybňují spojení mezi osobní svobodou a tržním řádem založeným na soukromém vlastnictví.
Rozšíření tohoto myšlení vysvětlují tři faktory. Za prvé, sociální liberalismus vznikl na konci devatenáctého a počátku dvacátého století, kdy byla zpochybňována schopnost volného trhu udržet tehdejší prosperující stav. V přesvědčení, že trh založený na soukromém vlastnictví má tendenci být nestabilní, nebo by mohl, jak argumentoval Keynes, uváznout v rovnováze s vysokou nezaměstnaností, začali noví liberálové zpočátku pochybovat o tom, že klasický liberalismus je přiměřený základ pro stabilní, svobodnou společnost.
Zde vstupuje do hry druhý faktor: stejně jako noví liberálové ztráceli víru v trh, rostla i jejich víra ve vládu jako prostředek dohledu nad ekonomickým životem. To bylo částečně způsobeno zkušenostmi z první světové války, v níž se zdálo, že vládní pokusy o ekonomické plánování uspěly. Ještě důležitější je, že toto přehodnocení státu bylo podníceno demokratizací západních států a přesvědčením, že vůbec poprvé mohli být zvolení úředníci.
Třetí faktor, který je základem měny nového liberalismu, byl pravděpodobně nejzásadnější: rostoucí přesvědčení, že vlastnická práva podporují nespravedlivou nerovnost moci. Toto téma je ústředním bodem toho, co se v americké politice dnes nazývá „liberalismus“, a kombinuje silnou podporu občanských a osobních svobod s lhostejností nebo dokonce nepřátelstvím k soukromému vlastnictví.

## Hlavní proudy liberalismu
Přestože mají všechny liberální doktríny společné dědictví, navazují na ně „oddělené a mnohdy protichůdné myšlenkové proudy“. Různorodost liberalismu pramení z četných přívlastků, které liberální myslitelé a hnutí připojili k samotnému termínu „liberalismus“, neboť se cíle liberálních teoretiků a filozofů v různých dobách lišily, tj. klasický, ekonomický, sociální, egalitářský, etnický, perfekcionistický, demokratický atd. Navzdory těmto rozdílům vykazuje liberální myšlení obecně několik určitých základních idejí. V rámci všech těchto směrů a tradic lze vidět tyto hlavní společné rysy liberálního myšlení, a to: víra v rovnost a svobodu jednotlivce, podpora soukromého vlastnictví a individuálních práv, podpora myšlenky omezené ústavní vlády a uznání významu souvisejících hodnot, jako jsou pluralismus, tolerance, autonomie či tělesná integrita.
Jak napsal v knize Liberalismus známý rakouský ekonom Ludwig von Mises: „Již jsme se zmínili o tom, že se dnes dokonce i v Anglii pod liberalismem rozumí cosi, co se mnohem více podobá toryismu a socialismu, než starému programu přívrženců svobodného obchodu. Existuji-li liberálové, kteří považují za slučitelné se svým liberalismem, aby se zasadili dokonce za zestátněni železnic, dolů a jiných podniků anebo za ochranná cla, poznáme snadno, že z liberalismu přetrvává pouze název.“

### Klasický a moderní

#### John Locke a Thomas Hobbes
Osvícenští filozofové se zasloužili o zrod liberálních myšlenek. Tyto ideje poprvé spojil a systematizoval jako samostatnou ideologii anglický filozof John Locke, který je obecně považován za otce moderního liberalismu, v jeho veleznámém textu Dvě pojednání o vládě (1690). Thomas Hobbes ve své knize Leviathan (1651) vypracoval teorii společenské smlouvy, podle níž se jednotlivci v anarchickém a brutálním přirozeném stavu sdružovali a dobrovolně se vzdávali některých svých individuálních práv ve prospěch ustanovené státní autority, která by vytvářela zákony regulující sociální styky, aby zmírnila konflikty a prosadila spravedlnost. Zatímco Hobbes prosazoval silnou monarchickou pospolitost, Locke rozvíjel tehdy radikální myšlenku, podle níž musí vláda získat souhlas od ovládaných, který však musí být neustále zachován, aby byla vláda legitimní. Locke sice přijal Hobbesovu myšlenku přirozeného stavu a teorii společenské smlouvy, byť tvrdil, že monarcha, jenž se stane tyranem, představuje porušení společenské smlouvy – ta chrání život, svobodu a vlastnictví jako přirozené právo. Podle Lockea má lid posléze právo takového monarchu-tyrana svrhnout. Tímto Lock postavil bezpečnost života, svobody a majetku jako nejvyšší hodnotu práva a moci a formuloval tak základy liberalismu založeného na teorii společenské smlouvy. Pro tyto rané osvícenské myslitele vyžadovalo zajištění nejzákladnějších životních hodnot, tj. svobody a soukromého vlastnictví, vytvoření „svrchovaného“ orgánu s univerzální pravomocí.
Mimo jiné formuloval John Locke také myšlenku separace církve a vlády. Podle jeho názoru měl každý jedinec právo na svobodu smýšlení, a proto trval na tom, aby i víra a církev byla striktně oddělena od moci státu.
Locke byl také tolerantní vůči všem náboženstvím a požadoval, aby žádný jedinec nemohl být diskriminován na základě volby náboženství.
Johna Locka ovlivnila v jeho názorech řada dalších liberálních myslitelů. Jedním z nich byl John Milton, anglický básník a intelektuál, který prosazoval svobodu projevu jakožto jednu z nejzákladnějších svobod člověka. Locke se do značné míry inspiroval také Algernonem Sidneym, jehož myšlenka, že každý svobodný člověk má právo vzepřít se tyranii, byla citována mnoha soudobými předními politiky.
V přirozeném stavu věcí, tvrdili liberálové, jsou lidé hnáni pudy sebezáchovy a přežití a jediným způsobem, jak uniknout takovému nebezpečí, je vytvoření společné a svrchované moci, která by byla schopna rozhodovat mezi soupeřícími lidskými touhami. Tato moc by mohla být vytvořena v rámci občanské společnosti, která by umožnila jednotlivcům uzavřít dobrovolnou společenskou smlouvu se svrchovanou autoritou a přenést na ni svá přirozená práva výměnou za ochranu života, svobody a majetku. Tito raní liberálové se často neshodli na nejvhodnější formě takové vlády, ale všichni sdíleli přesvědčení, že svoboda je přirozená a že její omezení je třeba důrazně zdůvodnit. Současně obecně věřili v omezenou vládu, i když i takovou ji několik liberálních filozofů přímo odsuzovalo. Thomas Paine napsal, „vláda je i ve svém ideálním provedení jen nutným zlem“.

#### James Madison a Montesquieu
Liberální teoretici James Madison a Montesquieu stáli za myšlenkou omezení vládních pravomocí skrze koncept dělby moci, což je systém, jehož cílem je rovnoměrné rozdělení vládní moci mezi moc výkonnou, zákonodárnou a soudní. Tito liberální myslitelé tvrdili, že špatná vláda dává lidu pravomoc svrhnout vládnoucí řád všemi možnými prostředky, v případě potřeby dokonce i násilím či revolucí. Současní liberálové, silně ovlivnění sociálním liberalismem, nadále podporují omezenou ústavní vládu a zároveň se zasazují o státní ustanovení zajišťující rovná práva. Moderní liberálové tvrdí, že formální nebo oficiální záruky práv jednotlivce jsou irelevantní, když jednotlivci nemají materiální prostředky k využití těchto práv, a volají po větší roli státu při řešení ekonomických záležitostí.
Raní liberálové také položili základy odluky církve od státu. Jako dědicové osvícenství věřili, že jakýkoli daný společenský a politický řád vychází z lidského vzájemné působení, nikoli z boží vůle. Mnozí liberálové byli nepřátelští vůči samotné náboženské víře, ale většina z nich soustředila svůj odpor proti spojení náboženské a politické autority a tvrdila, že víra může prosperovat sama o sobě, bez oficiálního sponzorování nebo správy ze strany státu.
Kromě určení jasné role vlády v moderní společnosti se liberálové také přeli o význam a povahu nejdůležitějšího principu liberální filozofie, totiž svobody. Od 17. století až do 19. století liberálové, od Adama Smithe po Johna Stuarta Milla, pojímali svobodu jako absenci zásahů ze strany vlády a ostatních jednotlivců a tvrdili, že všichni lidé by měli mít svobodu rozvíjet své jedinečné schopnosti a možnosti, aniž by je ostatní sabotovali. S tímto principem je často spojována podpora laissez-faire kapitalismu, přičemž Friedrich von Hayek v knize Cesta do otroctví (1944) tvrdil, že spoléhání se na volný trh by vyloučilo totalitní kontrolu ze strany státu.

#### Britský liberalismus
V Británii byl liberalismus založen na základních koncepcích, jako je klasická ekonomie, volný obchod, laissez-faire, vláda s minimálními zásahy a daněmi a vyrovnaný rozpočet. Klasičtí liberálové vyznávali individualismus, svobodu a rovná práva. Richard Cobden byl jedním ze spisovatelů, kteří vystupovali proti aristokratickým privilegiím, a považovali je za překážku rozvoje.
Od konce 19. století se v liberální intelektuální aréně objevilo nové pojetí svobody. Tento nový druh svobody se začal označovat jako pozitivní svoboda, jakožto protipól negativní verze, a poprvé jej rozvinul britský filozof Thomas Hill Green. Green odmítl myšlenku, že lidé jsou vedeni pouze vlastním zájmem, a místo toho zdůraznil složité okolnosti, které se podílejí na vývoji našeho morálního charakteru. Green rozděloval svobodu na pozitivní a negativní. Negativní svobodou pro něj byla absolutní svoboda jedince od zásahu státu nebo jiné autority. Do jisté míry však spatřoval svobodu i v tom mít možnost konat a naplňovat svůj potenciál. Ve smyslu pozitivní svobody by stát, hnaný mocí lidu, měl konat, aby zlepšoval blahobyt občanů a zajistil jim tak svobodu v pozitivním slova smyslu. Namísto dřívějších liberálních koncepcí, které považovaly společnost za složenou ze sobeckých jedinců, Green vnímal společnost jako organický celek, v němž mají všichni jedinci povinnost podporovat veřejný prospěch. Jeho myšlenky se rychle šířily a byly rozvíjeny dalšími mysliteli.
Kromě zkoumání negativní a pozitivní svobody se liberálové snažili pochopit správný vztah mezi svobodou a demokracií. V době, kdy bojovali za rozšíření volebního práva, liberálové stále více chápali, že lidé vyřazení z demokratického rozhodovacího procesu jsou vystaveni „tyranii většiny“, což je pojem vysvětlený v Millově díle O svobodě myšlení a slova (1859) a v díle Demokracie v Americe (1835) Alexise de Tocquevilla.
Kromě svobody liberálové vytvořili několik dalších principů, které jsou důležité pro budování jejich filozofické struktury, jako je rovnost, pluralismus a tolerance. Při zdůrazňování nejasností ohledně prvního principu Voltaire poznamenal, že „rovnost je zároveň nejpřirozenější a někdy nejchimeričtější z věcí.“ Všechny formy liberalismu v určitém základním smyslu předpokládají, že jednotlivci jsou si rovni. Při tvrzení, že lidé jsou si přirozeně rovni, liberálové předpokládají, že všichni mají stejné právo na svobodu. Jinými slovy, nikdo není ze své podstaty oprávněn užívat výhod liberální společnosti více než kdokoli jiný a všichni lidé jsou si před zákonem rovni.

### Sociální liberalismus
Po vzniku socialismu se důraz politiky přenesl na sociální oblast. Mainstreamový liberalismus na to reagoval svou modifikací na většinový sociální liberalismus. Sociální liberalismus (nazývaný též levicovým liberalismem) je ideologie, která má blíž k politice evropských sociálně demokratických stran, leč v ekonomických oblastech je přece jen více středovější a protržnější. Prosazuje regulovanou tržní ekonomiku, adekvátní zdanění a sociální stát (welfare state). To znamená, že sociální liberálové větší měrou než ostatní liberálové omezují ekonomickou svobodu ve prospěch rovnosti, ale stejně jako klasičtí liberálové a libertariáni prosazují poměrně velkou osobní svobodu.
V USA je variantou sociálního liberalismu moderní liberalismus. Obvykle je na něj odkazováno bez přívlastku, slovo liberalismus je tak chápáno právě ve významu moderního liberalismu. Liberalismus zde prosazuje zejména Demokratická strana. Americký liberalismus je blízký západoevropské sociální demokracii, v mnoha věcech se však liší. Zejména v oblasti ekonomiky, kde prosazuje středovější cestu.

### Neoliberalismus
Podle kritiků je neoliberalismus ekonomická a ideologická jednostrannost politiky. Jeho zastánci poukazují na nutnost změn, které stát a rostoucí regulace mezinárodních trhů podle nich vyžadují. Tento spor a toto označení vznikly v 70. letech 20. století, kdy některé státy začaly snižovat bariéry regulace mezinárodních a vnitřních trhů. I přes svou nejednoznačnou definici se pojem neoliberalismus často používá v souvislosti s Washingtonským konsenzem.[zdroj?] Neoliberalismus akceptuje určitou státní roli v ekonomice, jako nezbytnost nezávislých centrálních bank a ochrany práva a bezpečnosti. Zároveň ale vyžaduje omezení role státu ve všech možných oblastech, a tím umožněné snížení daňového zatížení.
Ryze ekonomicky orientovaný neoliberalismus zpravidla ale neznamená liberální postoj v jiných záležitostech politiky a společnosti. Protože se neoliberalismus ne nutně zajímá o osobní svobodu, etiku, morálku, byl v průběhu dějin využíván i diktátorskými režimy, jako například Pinochetovým režimem v Chile, ale i Čínou, která se otevírá především ekonomicky.[zdroj?]

### Klasický liberalismus a libertarianismus
V USA se smysl slova liberalismus postupně změnil a nyní jím jsou označeny politické ideály, které jsou v Evropě považovány za sociálně-demokratické. Klasický liberalismus ve smyslu, v jakém byl používán v Evropě, se proto ve Spojených státech nazývá libertarianismem (ve smyslu pravicového libertarianismu).

### Anarchokapitalismus
Zatímco klasický liberalismus prosazuje minimální zásahy státu do ekonomiky, anarchokapitalismus je politická a ekonomická teorie, která usiluje o úplnou eliminaci státu ve prospěch neregulovaného volného trhu, soukromého vlastnictví a principu neagrese.

## Citáty
| „                 | Existují dvě slova v politice, která nejde přeložit. Federalismus a liberalismus. […] Být liberální ve Francii znamená až ocitnout se extrémně napravo. Být liberální v Americe znamená být nalevo. Liberální v Británii znamená centristickou politiku, lehce doleva, levý střed. | “ |
| — François Bayrou | |   |